# Turbo tuberculosus
Turbo tuberculosus là một loài ốc biển, là động vật thân mềm chân bụng sống ở biển trong họ Turbinidae.